# 경상남도체육회
경상남도체육회(慶尙南道體育會, Gyeongsangnam-do Sports Council)은 경상남도의 학교체육 및 생활 체육의 진흥, 시민 건강과 체력 증진, 여가 선용 및 복지 향상 등을 위하여 대한체육회 산하에 설치된 기관이다.
체육회장은 총회에서 경상남도지사를 추대하거나, 회장선출기구에서 선출한다.

## 연혁
- 1945년 12월 22일: 경상남도체육협회 설립
- 1946년 4월 1일: 경상남도체육회로 변경
- 1963년 2월 14일: 부산직할시체육회 분리
- 1967년 4월 3일: 경상남도학교체육회 흡수
- 1997년 7월 15일: 울산광역시체육회 분리
- 2016년 2월 29일: 경상남도생활체육회 흡수

## 조직
회장
- 사무처
  - 경기운영부
  - 생활체육부
  - 기획총무부

### 지부
- 거제시체육회
- 김해시체육회
- 밀양시체육회
- 사천시체육회
- 양산시체육회
- 진주시체육회
- 창원시체육회
- 통영시체육회
- 거창군체육회
- 고성군체육회
- 남해군체육회
- 산청군체육회
- 의령군체육회
- 창녕군체육회
- 하동군체육회
- 함안군체육회
- 함양군체육회
- 합천군체육회